# Pfaffnau
Pfaffnau (toponimo tedesco) è un comune svizzero di 2 714 abitanti del Canton Lucerna, nel distretto di Willisau.

## Storia
Nel 1814 Pfaffnau inglobò il comune soppresso di Sankt Urban.

## Monumenti e luoghi d'interesse
- Chiesa parrocchiale cattolica di San Vincenzo, attestata dal 1275 e ricostruita nel 1665-1670 e nel 1810-1813, con casa parrocchiale costruita nel 1764-1765[3].

## Società

### Evoluzione demografica
L'evoluzione demografica è riportata nella seguente tabella:
Abitanti censiti

## Geografia antropica

### Frazioni
Le frazioni di Pfaffnau sono:
- Burg
- Buttenried
- Murhof
- Nuttele
- Sagen
- Sankt Urban[4]
- Schuelerslehn

## Economia
L'economia locale si basa prevalentemente sul settore terziario.

## Infrastrutture e trasporti
Pfaffnau è capolinea della ferrovia a scartamento ridotto per Langenthal ed è servito dalle stazioni di Sankt Urban e di Sankt Urban Ziegelei.